# Charlot conte
Charlot conte, conosciuto anche come Il conte, è un film interpretato, diretto e prodotto da Charlie Chaplin; fu proiettato la prima volta il 4 settembre 1916.

## Trama
Il laboratorio sartoriale è in piena attività: per il confezionamento dell'abito servono le misure del cliente e se il compito del rilevamento è affidato a Charlot non c'è da stupirsi se oltre alla misura del girocollo e del girovita, all'attonita cliente vengono prese le misure anche del girorecchio, girobocca, giromignolo, finché il titolare, omaccione corpulento, barbuto e prepotente, non interviene sostituendosi all'originale e fantasioso apprendista, spedito nel retrobottega a completare la stiratura di alcuni capi che finirà, però per distruggere, per la disperazione del principale, il quale cacciato l'inetto aiutante, prima di gettare gli abiti rovinati, rinviene nelle tasche di uno di essi, un invito alla festa indetta dalla ricca ereditiera ed indirizzato ad un fantomatico conte di cui non è, però nota l'identità.
Approfittando della circostanza, il sarto architetta di sostituirsi al conte e si presenta alla residenza dell'ereditiera dove, però, incontra il suo ex collaboratore Charlot che qui intrattiene una relazione con la cuoca, che contemporaneamente la intrattiene anche col maggiordomo non disdegnando nel frattempo le attenzioni di un poliziotto. Scoperto da Charlot nelle intenzioni e per scongiurare che ne riveli la vera identità il sarto scende a patti con lui: il silenzio in cambio della riassunzione. Solo che Charlot, all'atto delle presentazioni ufficiali, si appropria dell'identità di conte, relegando al ruolo di segretario lo stupefatto, quanto impotente principale, e come nobile si appropria anche della compagnia della bella ereditiera con la quale si lancerà in una serie di travolgenti e originalissime danze.
Il vero conte irrompe nel pieno svolgimento della festa, rompendo le uova nel paniere ai due furbastri e dando luogo ad un rocambolesco inseguimento tra le sale del palazzo, col coinvolgimento degli invitati tutti, travolti dallo scatenato Charlot per niente intenzionato a farsi acchiappare; sorte, invece, che toccherà al suo principale, mentre l'astuto e agile garzone riuscirà a scamparla fuggendo a gambe levate, o meglio, saltellando a gambe levate.